# Aspeboda församling
Aspeboda församling är en församling i Falu pastorat i Falu-Nedansiljans kontrakt i Västerås stift. Församlingen ligger i Falu kommun i Dalarnas län.

## Administrativ historik
Församlingen bildades som kapellförsamling 1640 genom en utbrytning ur Kopparbergs församling där Aspeboda utgjort ett kapellag från 1604 då det överfördes som kapellag från Stora Tuna församling, där det utgjort ett kapellag från medeltiden. Församlingen utbröts till annexförsamling enligt beslut den 10 december 1746.

### Pastorat
- 1640 till 1655: Kapellförsamling i pastoratet Stora Kopparberg och Aspeboda församling.
- 1655 till 10 december 1746: Kapellförsamling i pastoratet Falu Kristine församling, Stora Kopparberg och Aspeboda församling.
- 10 december 1746 till 1882: Annexförsamling i pastoratet Torsång och Aspeboda.
- 1882 (beslut 18 november 1870) till 1962: Eget pastorat.
- 1962 till 1977: Annexförsamling i pastoratet Falu Kristine, Stora Kopparberg och Aspeboda.
- 1977 till 2007: Annexförsamling i pastoratet Stora Kopparberg och Aspeboda.
- Från 2007: Församlingen ingår i Falu pastorat.

## Kyrkor
- Aspeboda kyrka